# ۲۸۲ (پیش از میلاد)
۲۸۲ (پیش از میلاد) ۲۸۲مین سال قبل از تقویم میلادی است.